# Leptogaster simplex
Leptogaster simplex là một loài ruồi trong họ Asilidae. Leptogaster simplex được Bigot miêu tả năm 1878.